# Elburgon
Elburgon – miasto w Kenii, w hrabstwie Nakuru. Liczy 28,4 tys. mieszkańców.